# Mikal Kirkholt
Mikal Kirkholt (n. 9 decembrie 1920, Comuna Rindal, Provincie a Norvegiei (fylke), Norvegia – d. 28 iunie 2012, Comuna Rindal, Provincie a Norvegiei (fylke), Norvegia) a fost un schior de fond ce a reprezentat Norvegia, medaliat olimpic. A participat la o ediție a Jocurilor Olimpice (1952) în care a câștigat o medalie de argint.

## Participări
Lista de mai jos prezintă principalele competiții la care a participat Mikal Kirkholt de-a lungul carierei.
- cross-country skiing at the 1952 Winter Olympics – men's 4 × 10 kilometre relay[*]